# DEFB115
DEFB115 (англ. Defensin beta 115) – білок, який кодується однойменним геном, розташованим у людей на довгому плечі 20-ї хромосоми. Довжина поліпептидного ланцюга білка становить 88 амінокислот, а молекулярна маса — 10 071.
| 10         |  | 20         |  | 30         |  | 40         |  | 50         |
| ---------- |  | ---------- |  | ---------- |  | ---------- |  | ---------- |
| MLPDHFSPLS |  | GDIKLSVLAL |  | VVLVVLAQTA |  | PDGWIRRCYY |  | GTGRCRKSCK |
| EIERKKEKCG |  | EKHICCVPKE |  | KDKLSHIHDQ |  | KETSELYI   |  |            |

A: Аланін

C: Цистеїн

D: Аспарагінова кислота

E: Глутамінова кислота

F: Фенілаланін

G: Гліцин

H: Гістидин

I: Ізолейцин

K: Лізин

L: Лейцин

M: Метіонін

P: Пролін

Q: Глутамін

R: Аргінін

S: Серин

T: Треонін

V: Валін

W: Триптофан

Кодований геном білок за функціями належить до антибіотиків, антимікробних білків. 
Секретований назовні.